# Рудники Зіхан/Дундас
Рудники Зіхан/Дундас — колишні гірничодобувні майданчики на австралійському острові Тасманія.
У 1882 році на місті сучасного містечка Зіхан вперше виявили прояви срібно-свинцевих руд, а в 1887-му після відкриття багатого на срібло рудного тіла Сілвер-Квін цей регіон привернув особливу увагу. Станом на 1891 рік тут уже працювало 159 дрібних компаній та артілей. Розташований за десяток кілометрів на схід від Зіхану район Дундас також мав привабливі рудні поклади, які розробляли гірники з понад семи десятків компаній та артілей.
До розробки в основному залучали поклади, які залягали на невеликій глибині (що, зокрема, зумовлене недосконалістю засобів водовідливу). При цьому завдяки високому вмісту цільових компонентів навіть при невеликому обсязі видобутої руди могли отримувати значні обсяги металу (так, видобута шахтою Океана 1 тисяча тонн руди мала середній вміст свинцю 39 %).
З 1898-го видобута руда могла проходити переробку на спорудженому в Зіхані плавильному заводу.
Запаси рудного поля доволі швидко виснажились і з 1911 року почалось швидке падіння видобутку. Крім того, в 1913-му закрився плавильний завод, що мало вкрай негативний вплив на економіку рудників. До цього додалась Перша світова війна, що призвело до проблем на звичних європейських ринках (при цьому більш ніж дві з половиною сотні шахтарів із Зіхану мобілізували й 40 з них у підсумку загинули). Станом на 1921 рік у Зіхані вже не було жодної повноцінної діючої копальні.
Є відомості, що між 1887 та 1913 роками копальні рудного поля Зіхан забезпечили видобуток 190 тисяч тонн свинцю та 840 тонн срібла (а також невеликого — 71 тонна — обсягу цинку). Видобуток у прилеглій із заходу зоні Комсток оцінюють у 2640 тонн цинку та 3,7 тисячі тонн свинцю.
Після Другої світової війни на рудному полі Зіхан певний час діяв рудник Океана.